# ژاک کر

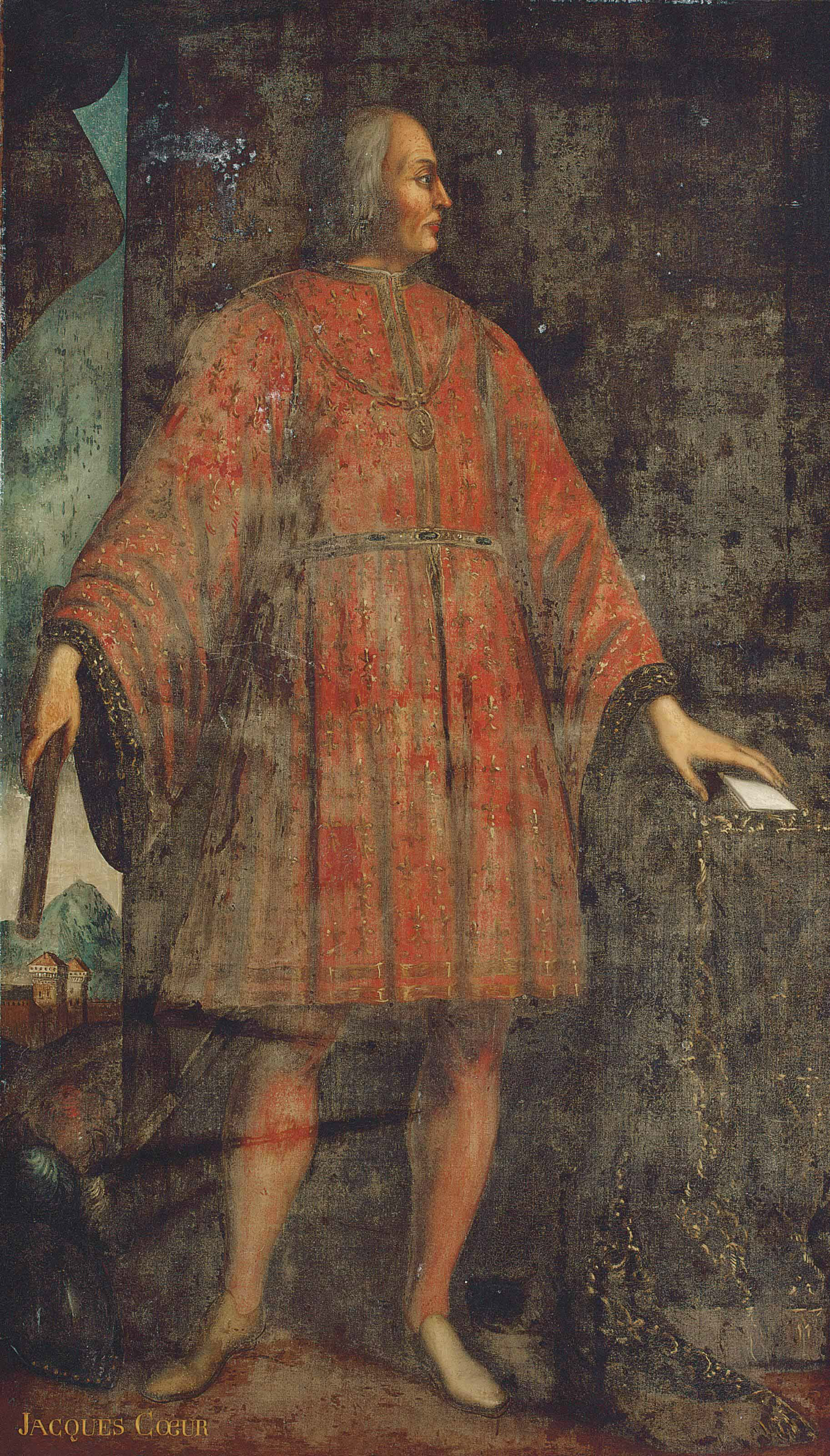
تابلویی از پیکر تمام قد ژاک کر، بازرگان فرانسوی

ژاک کٌر (به فرانسوی: Jacques Cœur) (زادهٔ ۱۳۹۵ م - درگذشتهٔ ۲۵ نوامبر ۱۴۵۶ در خیوس)، بازرگان اهل فرانسه و از بنیان‌گذاران تجارت بین فرانسه و شام بود.
او در شهر بورژ، که پدرش، پی‌یر کُر در آن بازرگانی مشهور بود، متولد گردید. اولین بار از وی حوالی سال ۱۴۱۸ م یاد می‌شود، هنگامی که با «ماس دو لودپارد» دختر یکی از شهروندان معتبر بورژ و کارگذار قدیمی «دوک دو بری» ازدواج می‌نماید.